# Wilhelm Schow
Wilhelm Carl Ernst Schow (* 15. Oktober 1896 in Neustadt in Holstein; † 16. Januar 1946 in Schleswig) war ein deutscher Beamter und von 1938 bis 1945 Landeshauptmann der preußischen Provinz Schleswig-Holstein.

## Leben
Schows Vater war Medizinalrat. Er studierte Rechtswissenschaft und legte 1924 das zweite Staatsexamen ab. Anschließend trat er als Regierungsassessor in den preußischen Staatsdienst ein. Vom 1. Januar 1930 bis 1. Mai 1933 war er Regierungsassessor und anschließend Regierungsrat im Regierungspräsidium Schleswig. Am 20. April 1933 war er der NSDAP beigetreten, hier war er von 1940 bis 1943 stellvertretender Leiter der Gaukulturhauptstelle. Außerdem war Schow von 1933 bis 1945 Vorsitzender des Gauehrenhofes und gehörte weiteren NS-Organisationen an. 
Zum 1. Mai wurde Schow auf eigenen Wunsch an das Oberpräsidium nach Kiel versetzt und zum Oberregierungsrat ernannt. Am 1. September 1938 wurde er in Nachfolge von Otto Röer Landeshauptmann von Schleswig-Holstein und blieb bis 1945 im Amt. In dieser Funktion war er ständiger Vertreter des Oberpräsidenten Hinrich Lohse. Zu seinen Aufgaben gehörte auch die landschaftliche Kulturpflege, so war Schow beispielsweise auch Vorsitzender der Gesellschaft für schleswig-holsteinische Geschichte. Schow begrüßte auch die Gründung des „Instituts für Volks- und Landesforschung an der Universität Kiel“, das von Oberpräsident Lohse 1938 ins Leben gerufen wurde. In der Festgabe zur ersten Jahrestagung dieses Instituts publizierte Schow einen Beitrag, dem er ein Hitler-Zitat voranstellte.
Auf Anordnung der britischen Militärregierung entließ Oberpräsident Otto Hoevermann Wilhelm Schow am 18. Mai 1945. Im Januar 1946 nahm er sich das Leben.